# Halsrondbuik
De halsrondbuik (Bradycellus caucasicus) is een keversoort uit de familie van de loopkevers (Carabidae). De wetenschappelijke naam van de soort werd in 1846 gepubliceerd door Maximilien de Chaudoir.